# P3 Rockster
P3 Rockster var en av Sveriges Radio P3:s webbkanaler. Kanalen, som inriktade sig helt och hållet på rockmusik, lades ner den 30 april 2011.